# Pravděpodobně (Městečko South Park)
Pravděpodobně (v anglickém originále Probably) je desátý díl čtvrté řady amerického komediálního animovaného televizního seriálu Městečko South Park. 

## Děj
Příběh je pokračováním dílu Končí invalidové v pekle?.
Děti šíří křesťanskou víru a chtějí postavit nový kostel, když byl ten starý znesvěcen knězem. Eric začne zneužívat svého postavení a chce po dětech peníze. Do nového kostela, který děti postavili, vejde Ježíš, který jim sdělí, že Bůh nechce, aby lidé žili v neustálém strachu z pekla nebo aby ho lidé chválili, ale aby pomáhali ostatním a šťastně spolu žili. Děti ho poslechnou a rozejdou se. Ježíš za trest pošle Erica do Mexika za Kennym, kterého v minulém díle srazil autobus, který ho tam dopravil, a který si myslel, že je Mexiko peklo. 
V pekle si mezitím jde Satan promluvit se Saddámem, že je šťastný s Chrisem, ale stráví s ním noc v posteli. Satan neví koho si vybrat, a tak žádá Boha o radu. Ten mu doporučí se s oběma rozejít, což Satan udělá. Saddám se ho odmítá vzdát, ale Satan ho pošle do nebe za mormony, kde se Saddámovi nelíbí.